# Lista de presidentes do Gana
A seguir uma lista dos presidentes do Gana, desde a proclamação da república em 1 de julho de 1960. 

## Lista de presidentes do Gana (1960-presente)
| №                                | Retrato                        | Nome                                                                                     | Mandato                        | Mandato                               | Partido                                                | Eleição                        |
| Primeira República (1960-1966)   | Primeira República (1960-1966) | Primeira República (1960-1966)                                                           | Primeira República (1960-1966) | Primeira República (1960-1966)        | Primeira República (1960-1966)                         | Primeira República (1960-1966) |
| -------------------------------- | ------------------------------ | ---------------------------------------------------------------------------------------- | ------------------------------ | ------------------------------------- | ------------------------------------------------------ | ------------------------------ |
| 1                                |                                | Kwame Nkrumah (1909-1972)                                                                | 1 de julho de 1960             | 24 de fevereiro de 1966 (Deposto)     | CPP                                                    | 1960 1964                      |
| Segunda República (1966-1979)    |                                |                                                                                          |                                |                                       |                                                        |                                |
| 2                                |                                | Joseph Arthur Ankrah (Chefe de Estado Militar) (1915-1992)                               | 24 de fevereiro de 1966        | 2 de abril de 1969 (Renunciou)        | Militar                                                | —                              |
| 3                                |                                | Akwasi Afrifa (Chefe de Estado Militar) (1936-1979)                                      | 2 de abril de 1969             | 7 de agosto de 1970                   | Militar                                                | —                              |
| -                                |                                | Nii Amaa Ollennu (Presidente em exercício) (1906-1986)                                   | 7 de agosto de 1970            | 31 de agosto de 1970                  | Militar                                                | —                              |
| 5                                |                                | Edward Akufo Addo (Presidente da República) (1906-1979)                                  | 31 de agosto de 1970           | 13 de janeiro de 1972 (Deposto)       | Independente                                           | —                              |
| 6                                |                                | Ignatius Kutu Acheampong (Chefe de Estado) (1931-1979)                                   | 13 de janeiro de 1972          | 5 de julho de 1978 (Deposto)          | Conselho Nacional de Redenção Supremo Conselho Militar | —                              |
| 7                                |                                | Fred Akuffo (Chefe de Estado) (1937-1979)                                                | 5 de julho de 1979             | 4 de junho de 1979 (Deposto)          | Supremo Conselho Militar                               | —                              |
| 8                                |                                | Jerry Rawlings (1947-2020)                                                               | 4 de junho de 1979             | 24 de setembro de 1979                | Conselho Revolucionário das Forças Armadas             | —                              |
| Terceira República (1979-1993)   |                                |                                                                                          |                                |                                       |                                                        |                                |
| 9                                |                                | Hilla Limann (1934-1998)                                                                 | 24 de setembro de 1979         | 31 de dezembro de 1981 (Deposto)      | PNP                                                    | 1979                           |
| Quarta República (1993-presente) |                                |                                                                                          |                                |                                       |                                                        |                                |
| 10                               |                                | Jerry Rawlings (Chefe de Estado;até 1993) (Presidente da República;até 2001) (1947-2020) | 31 de dezembro de 1981         | 7 de janeiro de 2001                  | PNDC                                                   | 1992 1996                      |
| 11                               |                                | John Kufuor (n.1938)                                                                     | 7 de janeiro de 2001           | 7 de janeiro de 2009                  | NPP                                                    | 2000 2004                      |
| 12                               |                                | John Atta Mills (1944-2012)                                                              | 7 de janeiro de 2009           | 24 de julho de 2012 (Morreu no cargo) | NDC                                                    | 2008                           |
| 13                               |                                | John Dramani Mahama (n.1958)                                                             | 24 de julho de 2012            | 7 de janeiro de 2017                  | NDC                                                    | 2012                           |
| 14                               |                                | Nana Akufo-Addo (n.1944)                                                                 | 7 de janeiro de 2017           | 7 de janeiro de 2025                  | NPP                                                    | 2016 2020                      |
| 15                               |                                | John Dramani Mahama (n.1958)                                                             | 7 de janeiro de 2025           | Presente                              | NDC                                                    | 2024                           |